# PARK7
PARK7 (англ. Parkinsonism associated deglycase) – білок, який кодується однойменним геном, розташованим у людей на короткому плечі 1-ї хромосоми.  Довжина поліпептидного ланцюга білка становить 189 амінокислот, а молекулярна маса — 19 891.
| 10         |  | 20         |  | 30         |  | 40         |  | 50         |
| ---------- |  | ---------- |  | ---------- |  | ---------- |  | ---------- |
| MASKRALVIL |  | AKGAEEMETV |  | IPVDVMRRAG |  | IKVTVAGLAG |  | KDPVQCSRDV |
| VICPDASLED |  | AKKEGPYDVV |  | VLPGGNLGAQ |  | NLSESAAVKE |  | ILKEQENRKG |
| LIAAICAGPT |  | ALLAHEIGFG |  | SKVTTHPLAK |  | DKMMNGGHYT |  | YSENRVEKDG |
| LILTSRGPGT |  | SFEFALAIVE |  | ALNGKEVAAQ |  | VKAPLVLKD  |  |            |

A: Аланін

C: Цистеїн

D: Аспарагінова кислота

E: Глутамінова кислота

F: Фенілаланін

G: Гліцин

H: Гістидин

I: Ізолейцин

K: Лізин

L: Лейцин

M: Метіонін

N: Аспарагін

P: Пролін

Q: Глутамін

R: Аргінін

S: Серин

T: Треонін

V: Валін

Кодований геном білок за функціями належить до шаперонів, гідролаз, протеаз. 
Задіяний у таких біологічних процесах як відповідь на стрес, запальна відповідь, автофагія, запліднення. 
Білок має сайт для зв'язування з іоном міді, РНК. 
Локалізований у клітинній мембрані, цитоплазмі, ядрі, мембрані, мітохондрії.